# 빌 디키
윌리엄 말콤 디키(William Malcolm Dickey), 1907년 6월 6일 ~ 1993년 11월 12일)는 전 메이저 리그 베이스볼 뉴욕 양키스에서 활약한 선수이자, 감독이었다. 1928년부터 1946년까지 통산 19년의 선수 생활 동안 8번의 월드시리즈에 진출해 7번 우승을 차지했다. 1954년 명예의 전당에 선출되었고, 그의 등번호 8번은 뉴욕 양키스의 영구 결번으로 1972년에 지정됐다.

## 선수 생활
루이지애나주 배스트롭에서 태어나 1928년에 메이저 리그 데뷔를 해 1929년부터 주전으로 풀 시즌을 뛰었다. 데뷔 후 11년 중에서 10번의 3할 이상 시즌을 보냈다.
비록 그의 공격력이 베이브 루스나 루 게릭과 같은 막강한 동료들에 의해 가려진 면이 있지만, 포수로서의 공격력은 20홈런-100타점 시즌을 1936년에서 1939년까지 4년 연속으로 할 정도로 최고 수준이었다. 1936년에 기록한 타율 3할 6푼 2리는 이후 61년간 포수 포지션 최고 타율이었고, 1997년에야 LA 다저스의 마이크 피아자가 타이를 기록하고, 2009년에 미네소타 트윈스의 조 마우어가 3할 6푼 5리를 때래내면서 비로소 깨졌다.
또한 수비 면에서도 투수 리드, 강견으로 유명했다. 또한 무자비할 정도로 강렬한 승부근성도 유명했다. 1932년 칼 레이놀즈(Carl Reynolds)와 홈 플레이트에서 접전을 펼치다 뒤엉키자 경기 후에 주먹으로 턱을 날려버리는 바람에 30일 출장 정지와 천 달러의 벌금을 내기도 했다.

## 루 게릭과의 우정
1942년 현역으로 활동하고 있을 때 게리 쿠퍼가 주인공 루 게릭으로 출연한 '양키스의 자존심'이라는 영화에 스스로의 역할로 분해서 출연하기도 했다. 영화 후반부, 게릭이 그의 병으로 기량이 쇠퇴하자 젊은 양키스 선수가 '저 늙은 1루수가 움직이려면 목발이 필요할 거에요'라면서 투덜거리는 장면에서 디키는 그를 때리면서 '헛소리 하지마'라고 연기한다.
그 외, 1949년에는 사고로 다리 하나를 잃은 뒤 마운드에 복귀한 시카고 화이트삭스의 몬티 스트래튼의 이야기를 담은 '스트래튼 이야기'라는 영화에도 또다시 스스로의 역으로 출연했다. 관객들이 투수 코치 스트래튼의 눈으로 제임스 스튜어트의 투구를 때려낸 디키의 공의 궤적을 보게 하고서는, 그로 인해 화이트삭스 마이너 리그팀으로 되돌아가는 장면에서 나왔다.
그는 팀에서 게릭과 가장 친한 친구로 알려져 있으며, 서먼 먼슨이 게릭의 은퇴 이후 공석이었던 양키스의 주장 자리를 1976년에 이어받을 때까지, 게릭의 뒤를 이은 팀 리더로 여겨졌다.

## 지도자 생활
몇 년 간의 타격 침체와 2차 대전으로 인한 리그 중단이 지난 1946년 중반, 디키는 양키스의 선수 겸 감독이 되어 아메리칸 리그 3위로 이끌었다. 시즌 후 선수로서 은퇴했고, 그때까지의 통산 기록은 202홈런, 1,209 타점, 통산 타율 0.313이었다. 1949년 양키스의 1루 베이스 코치 겸 포수 인스트럭터로 되돌아와 후배 포수 요기 베라를 지도했다. 그의 트레이드 마크인 문법이 맞지 않는 말에 대해 베라는 '디키는 그의 경험을 모든 걸 나한테 배우는 중이다'라고 말했다. 항상 좋은 타자였던 베라는 뛰어난 수비력까지 갖춘 포수가 되었고, 베라에게 자신의 등번호인 8번을 넘겨준 디키는 33번을 1960년까지 달았다.

## 이후의 삶
디키는 1954년에 명예의 전당에 입성했고, 베라는 양키스가 둘 다의 등번호인 8번을 영구 결번으로 지정한 1972년도에 들어갔다. 1988년 8월 22일 양키스는 두 포수를 기린 명판을 양키 스타디움에 있는 모뉴먼트 파크에 봉헌했다. 디키는 베라에 대해 '역대 최고의 포수로서 양키스의 일원이었다'라고 의견을 말했다. 1999년 스포팅 뉴스가 선정한 역대 최고 선수들을 꼽을 때 쟈니 벤치(16위), 조시 깁슨(18위), 베라 (40위), 로이 캄파넬라(50위)에 이어 57위를 차지했다. 또한 이 포수들 중에서 디키는 메이저 리그 100년 간의 최고 팀 후보에 올랐다. (선정은 베라와 벤치가 함께 됐다.)
디키는 1970년대와 80년대 아칸소주의 남서쪽에 있는 밀우드 호수 근처에서 살다 1993년 리틀 록(Little Rock)에서 사망했다.
2007년 그가 죽은 리틀 록에서 '디키-스티븐스 파크'가 개장했다. 빌과 함께 야구 선수였던 형 스키터(Skeeter)의 성(姓) 디키와, 아칸소 주의 유명한 기업가 잭 스티븐스와 위트 스티븐스의 성을 따서 만들었다.

## 참고 자료
- 통산 홈런 순위 500
- 메이저 리그 1천타점 이상 선수

## 통산 성적
| 연도 | 나이 | 팀  | 리그 | 경기  | 타석  | 타수  | 득점 | 안타  | 2루타 | 3루타 | 홈런 | 타점  | 도루 | 볼넷 | 삼진 | 타율  | 출루율 | 장타율 | OPS   |
| ---- | ---- | --- | ---- | ----- | ----- | ----- | ---- | ----- | ----- | ----- | ---- | ----- | ---- | ---- | ---- | ----- | ------ | ------ | ----- |
| 1928 | 21   | NYY | AL   | 10    | 15    | 15    | 1    | 3     | 1     | 1     | 0    | 2     | 0    | 0    | 2    | 0.200 | 0.200  | 0.400  | 0.600 |
| 1929 | 22   | NYY | AL   | 130   | 473   | 447   | 60   | 145   | 30    | 6     | 10   | 65    | 4    | 14   | 16   | 0.324 | 0.346  | 0.485  | 0.832 |
| 1930 | 23   | NYY | AL   | 109   | 396   | 366   | 55   | 124   | 25    | 7     | 5    | 65    | 7    | 21   | 14   | 0.339 | 0.375  | 0.486  | 0.861 |
| 1931 | 24   | NYY | AL   | 130   | 523   | 477   | 65   | 156   | 17    | 10    | 6    | 78    | 2    | 39   | 20   | 0.327 | 0.378  | 0.442  | 0.820 |
| 1932 | 25   | NYY | AL   | 108   | 459   | 423   | 66   | 131   | 20    | 4     | 15   | 84    | 2    | 34   | 13   | 0.310 | 0.361  | 0.482  | 0.843 |
| 1933 | 26   | NYY | AL   | 130   | 532   | 478   | 58   | 152   | 24    | 8     | 14   | 97    | 3    | 47   | 14   | 0.318 | 0.381  | 0.490  | 0.871 |
| 1934 | 27   | NYY | AL   | 104   | 438   | 395   | 56   | 127   | 24    | 4     | 12   | 72    | 0    | 38   | 18   | 0.322 | 0.384  | 0.494  | 0.878 |
| 1935 | 28   | NYY | AL   | 120   | 491   | 448   | 54   | 125   | 26    | 6     | 14   | 81    | 1    | 35   | 11   | 0.279 | 0.339  | 0.458  | 0.797 |
| 1936 | 29   | NYY | AL   | 112   | 472   | 423   | 99   | 153   | 26    | 8     | 22   | 107   | 0    | 46   | 16   | 0.362 | 0.428  | 0.617  | 1.045 |
| 1937 | 30   | NYY | AL   | 140   | 608   | 530   | 87   | 176   | 35    | 2     | 29   | 133   | 3    | 73   | 22   | 0.332 | 0.417  | 0.570  | 0.987 |
| 1938 | 31   | NYY | AL   | 132   | 532   | 454   | 84   | 142   | 27    | 4     | 27   | 115   | 3    | 75   | 22   | 0.313 | 0.412  | 0.568  | 0.981 |
| 1939 | 32   | NYY | AL   | 128   | 565   | 480   | 98   | 145   | 23    | 3     | 24   | 105   | 5    | 77   | 37   | 0.302 | 0.403  | 0.513  | 0.915 |
| 1940 | 33   | NYY | AL   | 106   | 424   | 372   | 45   | 92    | 11    | 1     | 9    | 54    | 0    | 48   | 32   | 0.247 | 0.336  | 0.355  | 0.691 |
| 1941 | 34   | NYY | AL   | 109   | 397   | 348   | 35   | 99    | 15    | 5     | 7    | 71    | 2    | 45   | 17   | 0.284 | 0.371  | 0.417  | 0.788 |
| 1942 | 35   | NYY | AL   | 82    | 295   | 268   | 28   | 79    | 13    | 1     | 2    | 37    | 2    | 26   | 11   | 0.295 | 0.359  | 0.373  | 0.732 |
| 1943 | 36   | NYY | AL   | 85    | 284   | 242   | 29   | 85    | 18    | 2     | 4    | 33    | 2    | 41   | 12   | 0.351 | 0.445  | 0.492  | 0.937 |
| 1946 | 39   | NYY | AL   | 54    | 156   | 134   | 10   | 35    | 8     | 0     | 2    | 10    | 0    | 19   | 12   | 0.261 | 0.357  | 0.366  | 0.723 |
| 통산 |      |     |      | 1,789 | 7,060 | 6,300 | 930  | 1,969 | 343   | 72    | 202  | 1,209 | 36   | 678  | 289  | 0.313 | 0.382  | 0.486  | 0.868 |